# Comando (informática)
Comando em informática é a representação atômica e elementar de uma ação do computador, podendo ser invocada por usuário, sistemas aplicativos ou programas.

## Exemplos
- dir

→Comando que ordena e mostra no monitor a cadeia de locais de arquivos de um software.
- ls

→Mostra a lista de comandos de um sistema.
- print

→Imprime na tela um texto ou uma informação desejada.
- Exit

→Fecha um determinado processo.
- Del

→Deleta um determinado arquivo.
- If

→Comando de seleção e escolha.
- mov ax,bx

→Traz para os conteúdo do endereço no disco rígido.